# Xochitepec
Xochitepec ist eine Stadt im mexikanischen Bundesstaat Morelos und Hauptort des gleichnamigen Municipio Xochitepec. Die Einwohnerzahl der Stadt beläuft sich auf 19.164 (Zensus 2010). Die Haupteinnahmequelle der Gemeinde und ihrer Bewohner sind landwirtschaftliche Erzeugnisse, in erster Linie durch die hiesigen Zuckerrohrplantagen, sowie der Handel.
Xochitepec liegt auf einer Höhe von 1109 m etwa 13 Kilometer südlich von Cuernavaca, der Hauptstadt von Morelos. Xochitepec befindet sich in unmittelbarer Nähe der Autobahn, die Mexiko-Stadt mit Acapulco verbindet, und in einer Entfernung von etwa 25 Kilometern zur präkolumbischen Siedlung Xochicalco.

## Geschichte
Der Name Xōchitepēc stammt aus dem Nahuatl und setzt sich aus den Wörtern xōchi (Blume), tepē- (Hügel) und -c (im, auf) zusammen und bedeutet daher so viel wie „Auf dem Blumenhügel“.
Innerhalb der Gemeinde von Xochitepec befindet sich die präkolumbisch-archäologische Ausgrabungsstätte Zazacatla, die 2007 zum kulturellen Erbe von Morelos erklärt wurde und durch die die Gemeinde sich einen größeren Tourismustrend erhofft.
Ein imposantes Bauwerk der nachkolumbischen Epoche ist das im 16. Jahrhundert errichtete Franziskanerkloster San Juan Evangelista.

## Fußball
Durch die Fertigstellung des rund 18.000 Zuschauer fassenden Stadions Mariano Matamoros im Jahr 2002 wurde der im Dezember 2002 neu gegründete Fußballverein CF Cuernavaca Colibries, der sich die Berechtigung zur sofortigen Teilnahme an der höchsten Spielklasse erkauft hatte, zur Austragung seiner Heimspiele hierher gelockt.
Nachdem dieser Verein aufgrund erheblicher finanzieller Probleme wieder aufgelöst worden war, war das Stadion nur noch Heimspielstätte von Dritt- und Viertligisten. In den Spielzeiten 2006/07 und 2007/08 absolvierte hier der Fußballverein CF Galeana Morelos seine Heimspiele in der drittklassigen Segunda División und nach einer Ligareform nur noch in der viertklassigen Tercera División. Dort belegte man am Saisonende 2008/09 zwar den ersten Platz seiner Gruppe, scheiterte jedoch in der anschließenden Aufstiegsrunde und verlegte seine Heimspielstätte vor der Saison 2009/10 ins ältere und kleinere Estadio Centenario nach Cuernavaca, während der in Tecamac beheimatete Drittligist CA Eca Norte seine Heimspiele neuerdings im Estadio Mariano Matamoros austrägt.
Der mexikanische Nationalspieler Gerardo Flores Zúñiga wurde 1986 in Xochitepec geboren.